# Trimma
Trimma is een geslacht van straalvinnige vissen uit de familie van grondels (Gobiidae). De wetenschappelijke naam van het geslacht is voor het eerst geldig gepubliceerd in 1906 door Jordan en Seale. De typesoort van het geslacht is Trimma caesiura Jordan & Seale, 1906).

## Soorten
De volgende soorten zijn bij het geslacht ingedeeld:
- Trimma agrena Winterbottom & Chen, 2004
- Trimma anaima Winterbottom, 2000[3]
- Trimma annosum Winterbottom, 2003
- Trimma anthrenum Winterbottom, 2006[4]
- Trimma avidori (Goren, 1978)[5]
- Trimma barralli Winterbottom, 1995
- Trimma benjamini Winterbottom, 1996
- Trimma bisella Winterbottom, 2000[3]
- Trimma caesiura Jordan & Seale, 1906[1]
- Trimma cana Winterbottom, 2004
- Trimma caudipunctatum Suzuki & Senou, 2009
- Trimma cheni Winterbottom, 2011[6]
- Trimma corallinum (Smith, 1959)
- Trimma dalerocheila Winterbottom, 1984[7]
- Trimma emeryi Winterbottom, 1985[8]
- Trimma erdmanni Winterbottom, 2011[6]
- Trimma fangi Winterbottom & Chen, 2004
- Trimma filamentosum Winterbottom, 1995
- Trimma fishelsoni Goren, 1985
- Trimma flammeum (Smith, 1959)
- Trimma flavatrum Hagiwara & Winterbottom, 2007[9]
- Trimma flavicaudatum (Goren, 1982)[10]
- Trimma fraena Winterbottom, 1984[7]
- Trimma fucatum Winterbottom & Southcott, 2007[11]
- Trimma gigantum Winterbottom & Zur, 2007[12]
- Trimma grammistes (Tomiyama, 1936)
- Trimma griffithsi Winterbottom, 1984[7]
- Trimma habrum Winterbottom, 2011[6]
- Trimma haima Winterbottom, 1984[7]
- Trimma haimassum Winterbottom, 2011[6]
- Trimma halonevum Winterbottom, 2000[3]
- Trimma hayashii Hagiwara & Winterbottom, 2007[9]
- Trimma helenae Winterbottom, Erdmann & Cahyani, 2014
- Trimma hoesei Winterbottom, 1984[7]
- Trimma hotsarihiensis Winterbottom, 2009
- Trimma imaii Suzuki & Senou, 2009
- Trimma irinae Winterbottom, 2014[13]
- Trimma kudoi Suzuki & Senou, 2008
- Trimma lantana Winterbottom & Villa, 2003[14]
- Trimma macrophthalmum (Tomiyama, 1936)
- Trimma maiandros Hoese, Winterbottom & Reader, 2011
- Trimma marinae Winterbottom, 2005
- Trimma mendelssohni (Goren, 1978)[5]
- Trimma meranyx Winterbottom, Erdmann & Cahyani, 2014[15]
- Trimma milta Winterbottom, 2002[16]
- Trimma nasa Winterbottom, 2005
- Trimma naudei Smith, 1957
- Trimma necopina (Whitley, 1959)
- Trimma nomurai Suzuki & Senou, 2007[17]
- Trimma okinawae (Aoyagi, 1949)
- Trimma omanensis Winterbottom, 2000[3]
- Trimma pajama Winterbottom, Erdmann & Cahyani, 2014[15]
- Trimma papayum Winterbottom, 2011[6]
- Trimma preclarum Winterbottom, 2006[4]
- Trimma randalli Winterbottom & Zur, 2007[12]
- Trimma rubromaculatum Allen & Munday, 1995
- Trimma sanguinellus Winterbottom & Southcott, 2007[11]
- Trimma sheppardi Winterbottom, 1984[7]
- Trimma sostra Winterbottom, 2004
- Trimma squamicana Winterbottom, 2004
- Trimma stobbsi Winterbottom, 2001
- Trimma striatum (Herre, 1945)[18]
- Trimma tauroculum Winterbottom & Zur, 2007[12]
- Trimma taylori Lobel, 1979
- Trimma tevegae Cohen & Davis, 1969
- Trimma unisquamis (Gosline, 1959)
- Trimma volcana Winterbottom, 2003
- Trimma winchi Winterbottom, 1984[7]
- Trimma winterbottomi Randall & Downing, 1994
- Trimma woutsi Winterbottom, 2002[16]
- Trimma xanthochrum Winterbottom, 2011[6]
- Trimma yanagitai Suzuki & Senou, 2007[17]
- Trimma yanoi Suzuki & Senou, 2008
- Trimma zurae Winterbottom, Erdmann & Cahyani, 2014[15]